# Centralkordiljäran
Centralkordiljäran (spanska: Cordillera Central) är en bergskedja i Anderna i Colombia. Den skiljs från Östkordiljäran i öster av Magdalenaflodens dalgång (Valle del Magdalena). I väster är separationen till grannkedjan Västkordiljäran inte lika tydlig, men även här finns en avskiljande flod, Caucafloden. Högsta toppen är vulkanen Nevado del Huila på 5 364 meter över havet. Bergskedjans area är cirka 130 000 kvadratkilometer.